# Arquidiocese de Lusaka
A Arquidiocese de Lusaka (Archidiœcesis Lusakensis) é uma circunscrição eclesiástica da Igreja Católica situada em Lusaka, Zâmbia. Seu atual arcebispo é Alick Banda. Sua Sé é a Catedral do Menino Jesus de Lusaka.
Possui 66 paróquias servidas por 99 padres, abrangendo uma população de 4 629 250 habitantes, com 39,7% da dessa população jurisdicionada batizada (1 839 260 católicos).

## História
A prefeitura apostólica de Broken Hill foi estabelecida em 14 de julho de 1927 com o breve Ex hac sublimi do Papa Pio XI, ocupando o território da prefeitura apostólica do Zambeze (hoje arquidiocese de Harare).
Posteriormente cedeu partes do seu território a outras circunscrições eclesiásticas:
- em 25 de maio de 1936 em favor da ereção da prefeitura apostólica de Victoria Falls (hoje Diocese de Livingstone);
- em 1 de julho de 1937 ao Vicariato Apostólico de Lwangwa (hoje diocese de Mpika);
- em 8 de janeiro de 1938 em benefício da ereção da prefeitura apostólica de Ndola (hoje arquidiocese).

Em 13 de junho de 1946, assumiu o nome de prefeitura apostólica de Lusaka.
Em 14 de julho de 1950 a prefeitura apostólica foi elevada a vicariato apostólico com a bula Si sedulis do Papa Pio XII.
Em 25 de abril de 1959, o vicariato apostólico foi novamente elevado, agora à categoria de arquidiocese metropolitana com a bula Cum christiana fides do Papa João XXIII.
Em 10 de março de 1962 e 29 de outubro de 2011 cedeu outras partes do território em benefício da ereção das dioceses de Monze e Kabwe, respectivamente.

## Prelados
|                     | Nome                            | Período    | Notas               |
| Arcebispos          | Arcebispos                      | Arcebispos | Arcebispos          |
| ------------------- | ------------------------------- | ---------- | ------------------- |
| 6º                  | Alick Banda                     | 2018-      | Atual               |
| 5º                  | Telesphore George Mpundu        | 2006-2018  | Arcebispo emérito   |
| 4º                  | Medardo Joseph Cardeal Mazombwe | 1996-2006  |                     |
| 3º                  | Adrian Mung'andu                | 1984-1996  |                     |
| 2º                  | Emmanuel Milingo                | 1969-1983  | Renunciou           |
| 1º                  | Adam Cardeal Kozłowiecki, S.J.  | 1959-1969  |                     |
| Arcebispo coadjutor |                                 |            |                     |
|                     | Telesphore George Mpundu        | 2004-2006  |                     |
| Vigário apostólico  |                                 |            |                     |
| 1º                  | Adam Kozłowiecki, S.J.          | 1955-1959  | Elevado à Arcebispo |
| Prefeito apostólico |                                 |            |                     |
| 1º                  | Bruno Wolnik, S.J.              | 1927-1950  |                     |